# Лауреаты премии имени В. И. Ленина
В этот список входят лауреаты премии имени В. И. Ленина, вручавшейся в СССР за научные заслуги с 1926 по 1935 гг. Согласно «Положению о премии В. И. Ленина за научные работы» было учреждено 5 ежегодных премий с правом экспертной комиссии присуждать за особо выдающиеся работы двойную премию.
Лауреаты, награждённые Ленинской премией после её восстановления в 1956 году, входят в список Лауреаты Ленинской премии.

## 1926[1]
- Вавилов, Николай Иванович, генетик — за научный труд «Центры происхождения культурных растений»
- Кравков, Николай Павлович (посмертно), фармаколог
- Обручев, Владимир Афанасьевич, геолог и географ
- Прянишников, Дмитрий Николаевич, агрохимик
- Чичибабин, Алексей Евгеньевич, химик-органик

## 1927
- Бах, Алексей Николаевич,[2] биохимик — за работы в области биологической химии
- Воробьёв, Владимир Петрович,[2] анатом, бальзамировал тело В. И. Ленина — за работы в области анатомии
- Гедройц, Константин Каэтанович,[2] почвовед и агрохимик — за работы по агрономической химии и почвоведению
- Чугаев, Лев Александрович (посмертно),[2] химик — за работы по аффинажу благородных металлов
- Рязанов, Давид Борисович[3] — за работы по истории революционной общественной мысли и за участие в подготовке к изданию первых томов сочинений К. Маркса и Ф. Энгельса[4]

## 1928[2]
- Архангельский, Андрей Дмитриевич, геолог
- Курнаков, Николай Семёнович, физико-химик
- Марр, Николай Яковлевич, языковед — за работы по языкознанию[4]
- Миткевич, Владимир Фёдорович, электротехник
- Цингер, Николай Васильевич (посмертно), ботаник — за труды по ботанике

## 1929[2]
| - Брицке, Эдгард Викторович, химик-технолог - Ипатьев, Владимир Николаевич, химик - Палладин, Александр Владимирович, биохимик - Тулайков, Николай Максимович, агроном и почвовед - Шухов, Владимир Григорьевич, инженер, изобретатель | Лауреаты премии имени Ленина, учреждённой Комитетом по химизации народного хозяйства Союза ССР: - Вревский, Михаил Степанович, физико-химик - Ферсман, Александр Евгеньевич, геохимик и минералог |

## 1930[2]
| - Максимов, Николай Александрович, ботаник — за работу «Физиологические основы засухоустойчивости растений» - Писаржевский, Лев Владимирович, химик - Самойлов, Александр Филиппович, физиолог - Скадовский, Сергей Николаевич, гидробиолог — за работы по применению методов физической химии к изучению биологии пресных вод - Чернышёв, Александр Алексеевич, физик-электротехник — за работы в области радио и электротехники | Лауреаты премии имени Ленина, учреждённой Комитетом по химизации народного хозяйства Союза ССР: - Демьянов, Николай Яковлевич, химик-органик |

## 1931[2][9]
| - Вильямс, Василий Робертович, почвовед - Губкин, Иван Михайлович, геолог — за научные труды по нефтяной геологии - Мандельштам, Леонид Исаакович, физик - Ухтомский, Алексей Алексеевич, физиолог - Фрумкин, Александр Наумович, электрохимик | - (?) Фридман, Александр Александрович (посмертно), математик, физик и геофизик — «за выдающиеся научные работы». |

## 1934
|  | - (?) Виноградов, Александр Павлович, геохимик Лауреаты премии имени Ленина, учреждённой Комитетом по химизации народного хозяйства Союза ССР: - Зелинский, Николай Дмитриевич, химик-органик |

## 1935
- Варга, Евгений Самуилович — за книгу «Новые явления в мировом экономическом кризисе» (М., 1934)[4][3]
- Мендельсон, Лев Абрамович — за исследование и обобщение новых материалов к работе В. И. Ленина «Империализм, как высшая стадия капитализма» (опубл. в 1934)[4]
- Степанова, Евгения Акимовна — за книгу «Фридрих Энгельс» (М., 1935)[4]